# Erich Bolinius

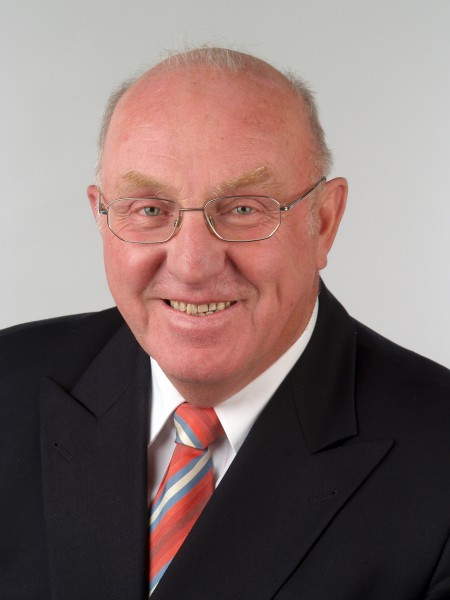
Erich Bolinius

Erich Bolinius (* 10. Januar 1942 in Jarßum) ist ein deutscher Kommunalpolitiker (FDP) und Heimatautor.

## Werdegang
Bolinius kam im Haus seiner Großeltern zur Welt. Nach dem Abschluss der Schule absolvierte er auf einer Werft eine Ausbildung zum Industriekaufmann, später bildete er sich an einer Akademie zum Controller fort. Bis zum Eintritt in den Ruhestand war er als Leiter der Kostenrechnung mit Handlungsvollmacht bei den Nordseewerken in Emden tätig.
Sein politisches Engagement begann Anfang der 1970er Jahre, als er sich für den Fortbestand seines Wohnortes Petkum als eigenständige Gemeinde einsetzte. Auf Vorschlag eines Mitgliedes der Petkumer Wählergemeinschaft kandidierte er nach der Eingemeindung für den Ortsrat, dem er bis zu dessen Auflösung 1996 angehörte, davon drei Wahlperioden als stellvertretender Ortsbürgermeister. Seit 1981 hat er für die FDP ein Mandat im Rat der Stadt Emden. Bei der Oberbürgermeisterwahl im März 1998 unterlag er in einer Stichwahl dem Amtsinhaber Alwin Brinkmann (SPD). Von 2001 bis 2003 war er Bürgermeister. Seit 1996 ist er Fraktionsvorsitzender der FDP im Stadtrat.
Seit Mitte der 1990er Jahre schreibt er regelmäßig Geschichten in plattdeutscher Sprache in einer Monatszeitschrift in Emden. In mehreren Büchern stellte er das Leben in den Emsdörfern dar. 2006 kam auch noch das Hörbuch Up Keierpadd dör Petjem hinzu. Bolinius berichtete von 2011 bis 2014 regelmäßig jede Woche im Radio Ostfriesland in der Sendung Flutlicht – Kickers Emden in Plattdeutsch über den Kickers Emden. Im März 2014 beendete er diese Zusammenarbeit. Für seine Bemühungen um das Ostfriesische Platt ist Bolinius am 13. Mai 2011 mit dem Totius-Frisiae-Siegel durch die Ostfriesischen Landschaft geehrt worden.

## Ehrungen
- 2010: Verdienstkreuz am Bande der Bundesrepublik Deutschland[5]

## Schriften
- Petkum. Emden-Petkum, 1994
- Dörpen, Diek un Dullert. Emden-Petkum, 1994
- Van Oostfreesland in de wiede Welt. Sollermann, Leer 2007, ISBN 978-3-938897-24-9
- Leven an Eems un Dullert. Kultur am Emsdelta, Emden 2009, ISBN 978-3-00-027874-7.
- Nordseewerke – vom ersten bis zum letzten Schiff: Meine Erinnerungen an die Werftzeit. Kultur am Emsdelta, Emden 2011, ISBN 978-3-00-036007-7.